# Glogauer Liederbuch
Het Glogauer Liederbuch, voorheen ook wel het Berliner Liederbuch genoemd, is een verzameling van 292 Duitse geestelijke en wereldlijke liederen en muziekstukken. Het handschrift is afkomstig uit Silezië en wordt gedateerd rond 1480.
Het Glogauer Liederbuch is het oudst bekende liederenhandschrift uit Midden-Europa, dat is overgeleverd met afzonderlijke stemboeken voor discant, tenor en contratenor.
De verzameling bestaat deels uit Duitse liedteksten. Het liedboek diende ter verstrooiing en ontspanning van een kloostergemeenschap.
De plaats Glogau is gelegen aan de rivier de Oder, ongeveer 100 kilometer ten noordwesten van Breslau. Het handschrift bevindt zich tegenwoordig in de Jagiellonische Bibliotheek te Krakau.

## Enkele liederen uit het handschrift
- Ach Gott, wie sehr mich die Not bedrängt / ich kann kein Wort mehr sprechen
- Christ ist auferstanden / von des Todes Fesseln
- Die Natur der Vöglein / um eines lieblichen Fräuleins willen
- Elslein, liebstes Elslein / wie gerne wäre ich bei dir
- Es rief ein hübsches Fräulein aus / Ach Gott, wenn es dieses Jahr
- Es suld eyn man keyn möle farn
- Hast du mir die Laute gebracht
- Ich sachz eyns mols den lichtyn morgyn sterne
- Ich werde durch den roten Mund / von dir, du meine Allerliebste, froh gemacht
- In feuriger Hitze, so entbrennt mein Herz
- Oh, wie ich allzeit ersehnen
- Wer sich wegen der Frauen sorgt, der ist ein Narr
- Zu aller czeit / gedanckes gir

## Uitgaven
- Das Glogauer Liederbuch. Erster Teil: Deutsche Lieder und Spielstücke, sameng. door Heribert Ringmann en Joseph Klapper (Kassel, 1936)
- Das Glogauer Liederbuch. Zweiter Teil: Ausgewählte lateinische Sätze, sameng. door Heribert Ringmann en Joseph Klapper (Kassel, 1937)
- Das Glogauer Liederbuch. Dritter Teil: Nr. 1-120, sameng. door Christian Väterlein (Kassel/Basel/London, 1981)
- Das Glogauer Liederbuch. Vierter Teil: Nr. 121-294, Kritischer Bericht und Verzeichnisse, sameng. door Christian Väterlein (Kassel/Basel/London, 1981)
- Glogauer Liederbuch, uitg. door Howard Mayer Brown (New York, 1986)